# Ana Terra
Ana Maria Terra Borba Caymmi, o simplemente Ana Terra (Río de Janeiro, 20 de mayo de 1950 (74 años) es una letrista, escritora y productora audiovisual brasileña.

## Composiciones
Cerca de 100 músicas grabadas por importantes intérpretes en Brasil y en el exterior:
- Elis Regina - “Esa Mujer”, “Pie sin Cabeza”, “Sale Desala”
- Milton Nacimiento y Nana Caymmi - “Mi Niño”
- Maria Bethânia - “Del Color Brasileño"
- Emílio Santiago - “Ensayos de amor” y “ES sólo una canción”
- Barão Rojo y Angela Ro Ro - “Amor mi gran amor”
- Elton Medeiros - "Volcando polvo","Madre e hija","Derecho a la vida"
- Sueli Costa - “Insana”,“Mi arte”
- Lisa Ono - “Yo soy carioca”,“Los dos”,"Dice a ella","Me nina","Me lleva", "Essência"
- Mart'nália - “Sale desala”
- Zizi Possi - Madre e hija
- Danilo Caymmi LP Olor Verde

## Libros
- “Letras y Canciones” (poesía)
- “Estrella” (prosa)